# Martha Walker Freer
Martha Walker Freer, född 1822, död den 14 juli 1888, var en engelsk författare.
Martha Walker Freer gifte sig 1861 med John Robinson, kyrkoherde (rector) i Widmerpool nära Nottingham, men behöll som skriftställare sitt eget namn. Hon utgav en mängd historiska arbeten, 
huvudsakligen ur den franska historien: The life of Marguerite d'Angoulême, queen of Navarra (1854), Jeanne d'Albret, queen of Navarra (1855), Elizabeth de Valois and the court of Philipp II (1857), Henry III, king of France, his court and times (1858), History of the reign of Henry IV, king of France (1860), Henry IV and Marie de Medici (1861), The last decade of a glorious reign (1863), The regency of Anne of Austria (1866) med flera.